# コンゴ語
コンゴ語（コンゴご）は、ニジェール・コンゴ語族の言語の一つ。主にコンゴ共和国やコンゴ民主共和国、アンゴラなど中央アフリカの熱帯雨林に住む人々によって話される。かつては、アフリカにおけるリングワ・フランカとして広く用いられていた。また、多くのアメリカ大陸へと強制的に売られたアフリカ人奴隷によって多く用いられた。加えて、ブラジルやジャマイカ、キューバにおいてもアフリカ由来の宗教における儀式で用いられることがある。
現在おおよそ700万人の母語使用者がいる。その多くはアフリカに住んでいる人々で、更に第二言語として用いている人々が約200万人いるとされている。

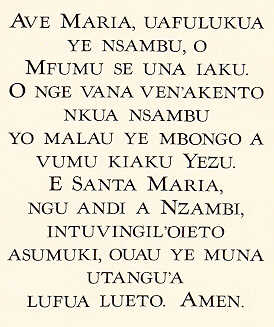
コンゴ語で書かれた祈りの言葉

## 言語名別称
- キコンゴ（Kikongo）

## 下位分類・方言
- コオンゴ語
  - Central Kongo (kng-cen)
  - South Congo (kng-sou)
  - East Kongo (kng-eas)
  - Mboka (kng-mbo)
  - West Kongo (kng-wes)
  - Ndingi (kng-ndi)
  - South East Kongo (kng-soe)
  - Bwende (kng-bwe)
  - Nzamba (kng-nza)
- ラーリ語（Laari）- コンゴ共和国の首都ブラザヴィルで周辺で話される[1]。
  - Ghaangala (ldi-gha)
- サンサルバドル・コンゴ語（別名: Iwoyo）

## 辞書
フランス語:
- Laman, K. E. (1936). Dictionnaire kikongo-français avec une étude phonétique décrivant les dialectes les plus importants de la langue dite kikongo. Mémoires de l'Institut Royal colonial Belge: Section des sciences morales et politiques: Collection in-8o, Mémoires / Institut Royal Colonial Belge, Section des Sciences Techniques : Collection in-8. Bruxelles: Institut Royal colonial Belge